# 吕洙
吕洙，字宗鲁，婺州永康（今浙江省永康市）人，元朝经学家。
吕洙与弟弟吕溥跟随許謙学儒，服其精敏，但没有究其全部，就去世了。著有《周易图说》《太极图说》《大学辨义》《大学辨疑》等书。